# Alioramus
Alioramus („anderer Zweig“, aus lat. alius „anders“ und ramus „Zweig“) ist eine Gattung theropoder Dinosaurier aus der Oberkreide Asiens, die zu der Tyrannosauridae gezählt wird.
Bisher sind zwei Skelettfunde aus der Mongolei bekannt, die aus dem Maastrichtium (vor ca. 72 bis 66 Mio. Jahren) stammen und zwei verschiedenen Arten zugeschrieben werden: der Typusart Alioramus remotus und der 2009 beschriebenen Art Alioramus altai. Die Verwandtschaftsbeziehungen zu anderen Gattungen der Tyrannosauridae sind ungeklärt, aber einige Experten glauben, Alioramus sei eng mit dem zeitgenössischen Tarbosaurus verwandt, oder gar ein juveniles Synonym dieser Gattung.
Alioramus war ein verhältnismäßig kleiner und graziler Tyrannosaurier, der sich durch eine lange Schnauze auszeichnete, die auf der Oberseite eine Reihe von fünf knöchernen Höckern zeigte. Des Weiteren zeigt Alioramus mehr Zähne als jeder andere Tyrannosauride.

## Merkmale
Das erste Skelett beschrieb der russische Paläontologe Sergei Kurzanov im Jahr 1976 als Alioramus remotus. Kurzanov schätzt dieses Exemplar auf fünf bis sechs Meter Länge. Das ontogenetische Stadium dieses Individuums ist jedoch umstritten, weswegen es sich auch um ein Jungtier handeln könnte. Der teilweise Schädel dieses Exemplars wurde während der Fossilisation zusammengedrückt und war ungefähr 45 Zentimeter lang. Der Schädel war lang und flach; ein Merkmal, das sich häufig bei basalen (ursprünglichen) Tyrannosauroideen und bei den Jungtieren größerer Tyrannosauriden findet. 

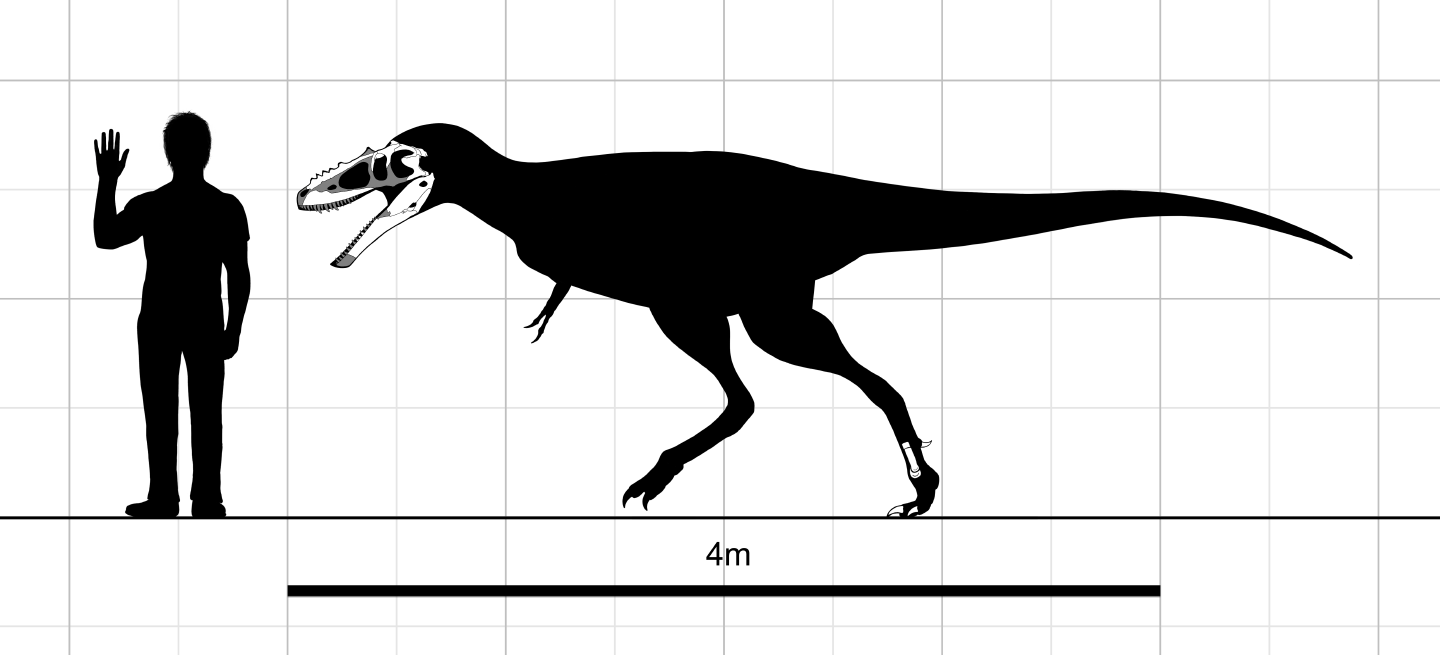
Alioramus im Größenvergleich mit einem Menschen

 Das paarige Nasenbein war verschmolzen und mit einer Reihe von fünf unregelmäßigen, knöchernen Höckern versehen, die entlang der Verbindungsnaht des Nasenbeins verliefen. Diese Höcker sind alle über einen Zentimeter hoch. Auf dem verschmolzenen Scheitelbein (Parietale) am Hinterkopf saß ein transversal ausgerichteter Vorsprung, der sogenannte Nuchalkamm, den alle Tyrannosauriden gemeinsam haben. Bei Alioramus ist der Nuchalkamm deutlich verdickt, ähnlich wie bei Tarbosaurus und Tyrannosaurus. Wie der Rest des Schädels waren auch die Unterkiefer lang und dünn, ein weiteres Merkmal, das möglicherweise auf ein Jungtier hinweisen könnte. Der Unterkiefer zeichnet sich wie bei Tarbosaurus durch einen Kamm an der Außenfläche des Angular-Knochen aus, der mit der Hinterseite der Dentale verhakt ist, wodurch der Kiefer nicht die Flexibilität hat, wie man sie bei anderen Tyrannosauriden sehen kann. Andere Tyrannosauriden hatten vier Zähne an jeder Seite des paarigen Zwischenkieferbeins, die „D“-förmig im Durchmesser waren. Einschließlich der 16 oder 17 Zähne in jeder Hälfte des Oberkiefers und der 18 Zähne in jeder Unterkieferhälfte hatte Alioramus insgesamt 76 bis 78 Zähne, mehr als jeder andere Tyrannosauride.
Nach dem Fund von Yutyrannus, einem 9 Meter langen Tyrannosauriden der vollständig mit Daunenfedern bedeckt war, ist es sehr wahrscheinlich, dass Alioramus ebenfalls ein Federkleid besessen hat.

## Systematik
Paläontologen klassifizieren Alioramus innerhalb der Überfamilie Tyrannosauroidea, eine genauere Einordnung blieb wegen der spärlichen Überreste jedoch umstritten. Nach einer kladistischen Analyse aus dem Jahr 2003 kann Alioramus innerhalb der Familie Tyrannosauridae und der Unterfamilie Tyrannosaurinae zusammen mit Tyrannosaurus, Tarbosaurus und Daspletosaurus eingeordnet werden. Eine weitere Studie aus dem Jahr 2004 unterstützt dieses Ergebnis, merkt aber an, dass eine Position außerhalb der Tyrannosauridae ähnlich wahrscheinlich sei, wobei die oft als juvenil interpretierten Merkmale auch eine basale Position innerhalb der Tyrannosauroidea widerspiegeln könnten. Eine andere Studie berücksichtigt Alioramus aufgrund der wenigen Fossilien nicht. Brusatte und Kollegen, die 2009 mit Alioramus altai eine weitere Art beschrieben, kommen jedoch ebenfalls zu dem Schluss, dass Alioramus innerhalb der Tyrannosauridae und der Tyrannosaurinae klassifiziert werden muss.
Tarbosaurus und Alioramus teilen sich verschiedene Schädelmerkmale, inklusive eines Hakmechanismus zwischen den Knochen des Unterkiefers. Beiden Gattungen fehlt die Zacke am Nasenbein, die das Nasenbein mit dem Tränenbein (Lacrimale) verbindet – diese Zacke findet sich bei allen anderen Tyrannosauriden außer bei adulten Daspletosaurus. Die beiden Gattungen sind vielleicht eng miteinander verwandt und stellen einen asiatischen Zweig der Tyrannosauridae dar. Einige Exemplare von Tarbosaurus zeigen eine Reihe von Beulen auf dem Nasenbein, ähnlich den Höckern von Alioramus, nur wesentlich niedriger. Die lange und flache Form des Alioramus remotus-Schädels lässt nach Ansicht einiger Forscher darauf schließen, dass das Individuum noch nicht geschlechtsreif war, als es starb. Manchmal wird sogar vermutet, dass es sich um einen juvenilen Tarbosaurus handelt, der zur selben Zeit am selben Ort lebte. Die ausgeprägteren Höcker auf dem Nasenbein und die höhere Anzahl von Zähnen bei Alioramus sprechen jedoch für eine Trennung der beiden Taxa, selbst wenn es sich um ein Jungtier handeln würde. Außerdem zeigen Funde von noch nicht geschlechtsreifen Tarbosaurus-Individuen die gleiche Anzahl an Zähnen wie Erwachsene Tarbosaurus-Individuen. Die Entdeckung der zweiten Art Alioramus altai bestätigt die Abgrenzung von Alioramus von anderen Tyrannosauriden-Gattungen.
|  | Albertosaurus |
|  |               |
|  | Gorgosaurus   |
|  |               |

|      | Alioramus (?)                                                 |
|      |                                                               |
| N.N. | \| \| Tarbosaurus \| \| \| \| \| \| Tyrannosaurus \| \| \| \| |
|      | \| \| Tarbosaurus \| \| \| \| \| \| Tyrannosaurus \| \| \| \| |
|      | Tarbosaurus                                                   |
|      |                                                               |
|      | Tyrannosaurus                                                 |
|      |                                                               |

|  | Tarbosaurus   |
|  |               |
|  | Tyrannosaurus |
|  |               |

|      | Alioramus (?)                                                 |
|      |                                                               |
| N.N. | \| \| Tarbosaurus \| \| \| \| \| \| Tyrannosaurus \| \| \| \| |
|      | \| \| Tarbosaurus \| \| \| \| \| \| Tyrannosaurus \| \| \| \| |
|      | Tarbosaurus                                                   |
|      |                                                               |
|      | Tyrannosaurus                                                 |
|      |                                                               |

|  | Tarbosaurus   |
|  |               |
|  | Tyrannosaurus |
|  |               |

|  | Albertosaurus |
|  |               |
|  | Gorgosaurus   |
|  |               |

|      | Alioramus (?)                                                 |
|      |                                                               |
| N.N. | \| \| Tarbosaurus \| \| \| \| \| \| Tyrannosaurus \| \| \| \| |
|      | \| \| Tarbosaurus \| \| \| \| \| \| Tyrannosaurus \| \| \| \| |
|      | Tarbosaurus                                                   |
|      |                                                               |
|      | Tyrannosaurus                                                 |
|      |                                                               |

|  | Tarbosaurus   |
|  |               |
|  | Tyrannosaurus |
|  |               |

|      | Alioramus (?)                                                 |
|      |                                                               |
| N.N. | \| \| Tarbosaurus \| \| \| \| \| \| Tyrannosaurus \| \| \| \| |
|      | \| \| Tarbosaurus \| \| \| \| \| \| Tyrannosaurus \| \| \| \| |
|      | Tarbosaurus                                                   |
|      |                                                               |
|      | Tyrannosaurus                                                 |
|      |                                                               |

|  | Tarbosaurus   |
|  |               |
|  | Tyrannosaurus |
|  |               |

Kladogramm der Tyrannosauridae nach Holtz, 2004
|  | Albertosaurus |
|  |               |
|  | Gorgosaurus   |
|  |               |

|      | Daspletosaurus                                            |
|      |                                                           |
| N.N. | \| \| Tarbosaurus \| \| \| \| \| \| Alioramus \| \| \| \| |
|      | \| \| Tarbosaurus \| \| \| \| \| \| Alioramus \| \| \| \| |
|      | Tarbosaurus                                               |
|      |                                                           |
|      | Alioramus                                                 |
|      |                                                           |

|  | Tarbosaurus |
|  |             |
|  | Alioramus   |
|  |             |

|  | Nanotyrannus  |
|  |               |
|  | Tyrannosaurus |
|  |               |

|      | Daspletosaurus                                            |
|      |                                                           |
| N.N. | \| \| Tarbosaurus \| \| \| \| \| \| Alioramus \| \| \| \| |
|      | \| \| Tarbosaurus \| \| \| \| \| \| Alioramus \| \| \| \| |
|      | Tarbosaurus                                               |
|      |                                                           |
|      | Alioramus                                                 |
|      |                                                           |

|  | Tarbosaurus |
|  |             |
|  | Alioramus   |
|  |             |

|  | Nanotyrannus  |
|  |               |
|  | Tyrannosaurus |
|  |               |

|  | Albertosaurus |
|  |               |
|  | Gorgosaurus   |
|  |               |

|      | Daspletosaurus                                            |
|      |                                                           |
| N.N. | \| \| Tarbosaurus \| \| \| \| \| \| Alioramus \| \| \| \| |
|      | \| \| Tarbosaurus \| \| \| \| \| \| Alioramus \| \| \| \| |
|      | Tarbosaurus                                               |
|      |                                                           |
|      | Alioramus                                                 |
|      |                                                           |

|  | Tarbosaurus |
|  |             |
|  | Alioramus   |
|  |             |

|  | Nanotyrannus  |
|  |               |
|  | Tyrannosaurus |
|  |               |

|      | Daspletosaurus                                            |
|      |                                                           |
| N.N. | \| \| Tarbosaurus \| \| \| \| \| \| Alioramus \| \| \| \| |
|      | \| \| Tarbosaurus \| \| \| \| \| \| Alioramus \| \| \| \| |
|      | Tarbosaurus                                               |
|      |                                                           |
|      | Alioramus                                                 |
|      |                                                           |

|  | Tarbosaurus |
|  |             |
|  | Alioramus   |
|  |             |

|  | Nanotyrannus  |
|  |               |
|  | Tyrannosaurus |
|  |               |

Alternatives Kladogramm der Tyrannosauridae nach Currie und anderen 2003

## Entdeckungsgeschichte und Benennung

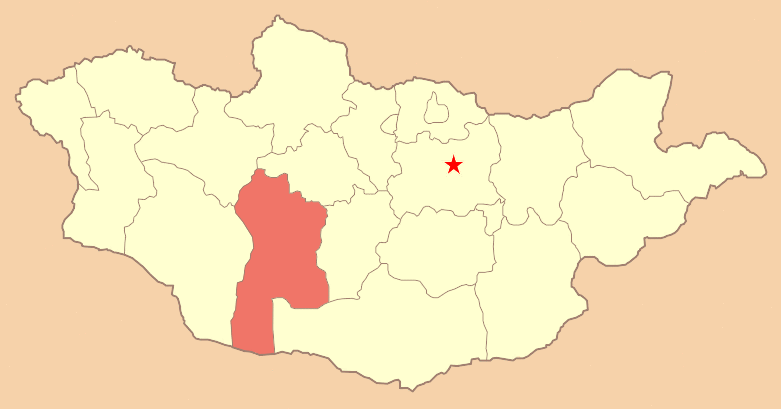
Bajanchongor, der mongolische Aimag (Provinz), wo Alioramus entdeckt wurde.

Das Typmaterial (PIN 3141/1) von Alioramus remotus ist ein teilweiser Schädel, der zusammen mit drei Mittelfußknochen gefunden wurde. Eine Gemeinschaftsexpedition der Sowjetunion und der Mongolei fand diese Überreste in den frühen 1970er-Jahren in der Wüste Gobi; der Fundort ist als Nogon-Tsav bekannt und liegt im Bajanchongor-Aimag.
Der russische Paläontologe Sergei Kurzanov beschrieb den Fund im Jahr 1976. Die Höcker und der flache Schädel grenzen dieses Tier so markant von anderen Tyrannosauriden ab, dass Kurzanov glaubte, sein Fund sei nur entfernt mit anderen Mitgliedern der Tyrannosauridae verwandt. Dementsprechend nannte er die Gattung Alioramus, aus den lateinischen Wörtern alius „anders“ und ramus „Zweig“, und die Art A. remotus, was ebenfalls aus dem Latein kommt und so viel wie „entfernen“ bedeutet.
Der im Jahr 2009 von Brusatte, Carr, Erickson, Bever und Norell beschriebene Alioramus altai ist durch einen nahezu vollständigen und guterhaltenen Schädel sowie durch weite Teile des Postkraniums bekannt (des Restskelettes, das sich dem Schädel anschließt). Das Artepitheton altai weist auf das Altaigebirge.

## Paläoökologie

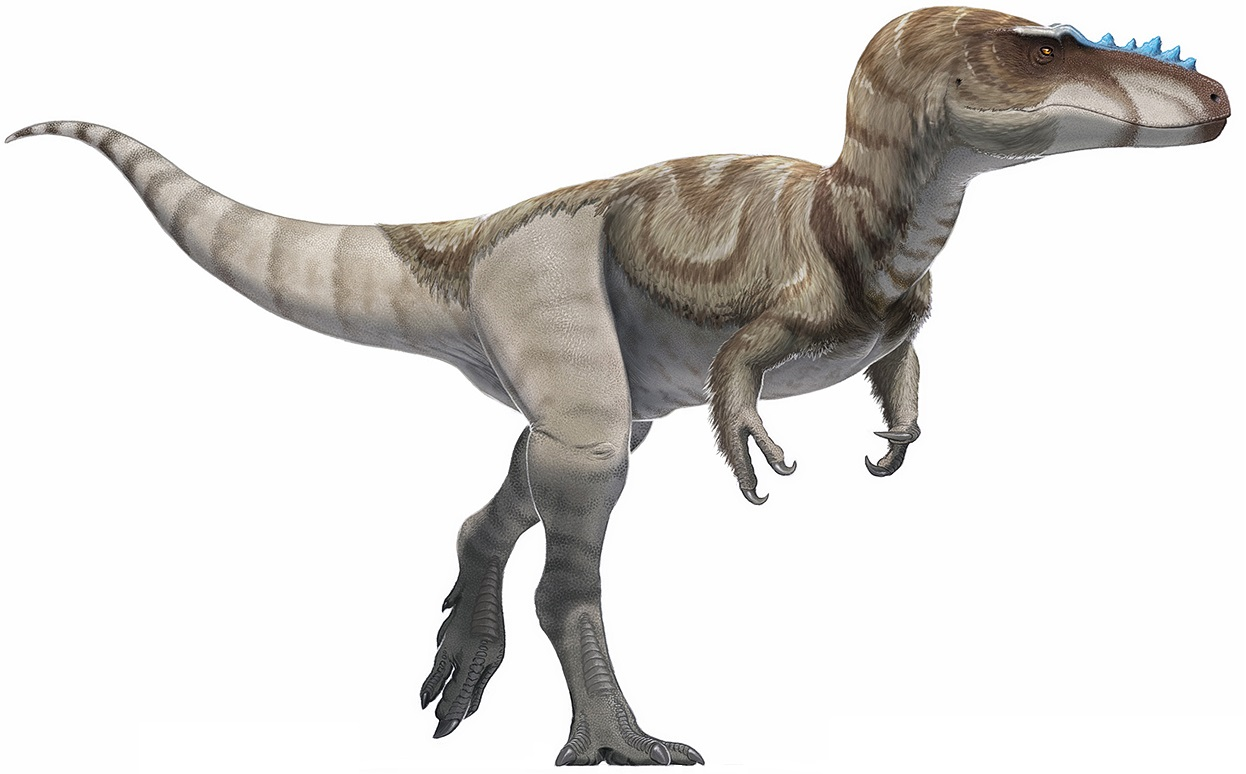
Eine künstlerische Restauration von Alioramus remotus nach den neuesten wissenschaftlichen Erkenntnissen

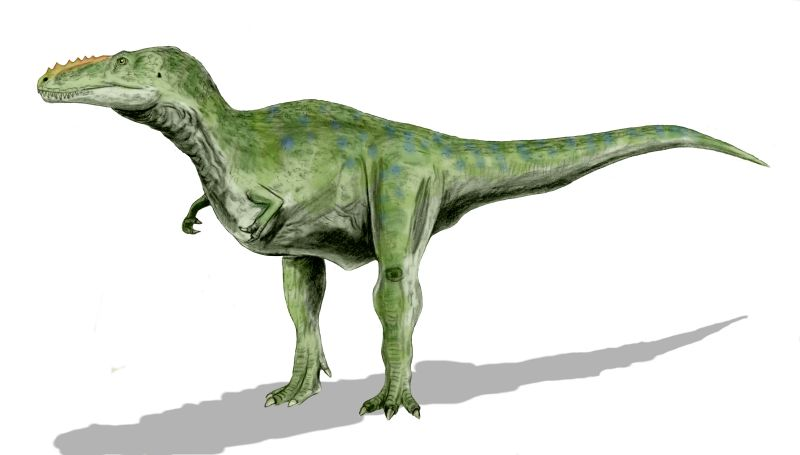
Veraltete Lebendrestauration von Alioramus altai

Die Sedimentgesteine bei Nogon-Tsav sind wahrscheinlich gleich alt wie die der Nemegt-Formation. Das Alter dieser geologischen Formation wurde zwar nie radiometrisch bestimmt, die in der Fossilüberlieferung dokumentierte Fauna lässt jedoch auf einen Ablagerungszeitraum während des Maastrichtiums (vor etwa 72 bis 66 Millionen Jahren) schließen, der letzten Stufe der Kreidezeit.
Die Zeit des Maastrichtiums in der Mongolei, wie sie in der Nemegt-Formation und bei Nogon-Tsav überliefert ist, zeichnet sich durch ein feuchtes Klima aus – verglichen mit den halbtrockenen Umgebungen, die in der älteren, unterliegenden Barun-Goyot-Formation und der Djadochta-Formation erhalten sind. In den Sedimenten der Nemegt-Formation finden sich Überreste von Überschwemmungsebenen, großen Flüssen und Paläoböden – jedoch gab es auch periodische Dürren. Diese Umgebung bot Raum für eine diversere und generell größere Dinosaurierfauna als in früheren Zeiten. Kurzanov bemerkte, dass andere Theropoden wie Tarbosaurus, Ornithomimosaurier und Therizinosaurier im selben Fundort entdeckt wurden; diese Überreste wurden jedoch nie detailliert beschrieben. Falls die Nogon-Tsav-Fauna der Fauna der Nemegt-Formation ähnlich war, gab es des Weiteren troodontide Theropoden, Pachycephalosaurier, Ankylosaurier und Hadrosauriden. Sauropoden aus der Gruppe der Titanosaurier waren für die Räuber der Nemegt-Formation ebenfalls eine potentielle, aber durch ihre Größe sehr schwere Beute.